# Maslinjak (Ist)
Koordinati:   44°14′53″N, 14°45′15″E
Maslinjak je majhen nenaseljen otoček v Jadranskem morju. Pripada Hrvaški.
Otoček leži okoli 3 km zahodno od severozahodnega dela otoka Molat, ter okoli 2,5 km južno od Ista. Njegova površina meri 0,06 km². Dolžina obalnega pasu je 0,96 km. Najvišji vrh je visok 33 mnm.